# Ben Wedeman
Ben Wedeman es un periodista estadounidense y el corresponsal de la CNN en El Cairo (Egipto) desde 1998. Wedeman ha cubierto la mayoría de acontecimientos trascendentales en la historia moderna de Oriente Medio.

## Biografía
Ben se unió a la CNN en Amán (Jordania) como empleado local en 1994. Más tarde fue ascendido a Jefe de Oficina de la CNN en dicho país, cubriendo el proceso de paz entre Israel y Jordania y el gobierno de Sadam Huseín.
Después de los Atentados del 11 de septiembre de 2001, Wedeman viajó a Irak, donde comprobó el temor de la población sobre que se culpara a Bagdad del ataque.
En 2002 estuvo en Israel, y visitó las zonas ocupadas como la Franja de Gaza o Ramallah, donde presenció varios atentados suicidas.
En 2003 se desplazó a Irak para cubrir la guerra que derrocó a Sadam Huseim.
En 2006 viajó a Líbano para reportar los enfrentamientos entre el gobierno de Israel y las milicias de Hezbolá
En agosto de 2011 viajó (Libia) para cubrir la guerra que tuvo lugar en 2011 en la cual se derrocó a Muamar Gadafi. Wedeman cubrió el conflicto desde la línea de fuego y llegó incluso a ser disparado en mitad de un reportaje. Estando en Sabha encontró casualmente un almacén abandonado, donde descubrió miles de barriles que contenían bolsas de un polvo amarillo con etiqueta de radiactividad. Más tarde fue confirmado por el OIEA que este polvo era Óxido de uranio.
En agosto de 2012 se encontraba en Alepo, Siria cubriendo una batalla parte de la guerra civil siria.
En 2013 cubrió el golpe de Estado en Egipto de 2013. El 6 de julio, mientras cubría una noticia en directo, varios militares le rodearon y quitaron la cámara.
También cubrió una sucesión de guerras en los Balcanes, y la hambruna y los conflictos en África, incluyendo la brutal guerra civil en Sierra Leona.

## Vida personal
Wedeman nació en Washington D. C. Su padre es un diplomático retirado. Ben pasó la mayor parte de su niñez fuera de los Estados Unidos, después de haberse mudado con su familia a Corea del Sur en 1968. Posteriormente, vivió con su familia en Bangkok, (Tailandia) y Phnom Penh (Camboya) -durante la guerra civil camboyana- .
Luego asistió a internado s en Beirut (Líbano) -durante la guerra civil libanesa- Tánger (Marruecos) y Windsor (Connecticut), (EE. UU.).
Se graduó en la Universidad de Texas en Austin con una licenciatura en Lenguas Orientales y Lingüística y en la Universidad de Londres de Estudios Orientales y Africanos, con una maestría en Oriente Medio.
Por ello, Wedeman habla fluidamente en múltiples dialectos del árabe y está familiarizado con sus culturas, razón por la cual la CNN le contrató en Amán.
Actualmente está casado y tiene tres hijos, y vive en El Cairo.